# 小行星9292
小行星9292（英語：9292）是一颗围绕太阳公转的小行星。1982年10月16日，安東寧·姆爾科斯在克列特发现了此天体。
这颗小行星的绝对星等为324.6200634436374等。